# 6 (metro de Nueva York)
La 6 Lexington Avenue Local (en español: línea local 6 de la Avenida Lexington) es un servicio del metro de la ciudad de Nueva York. En las señales de las estaciones, el mapa del metro de Nueva York, los letreros digitales y los materiales rodantes de la  IRT están pintados en color verde porque representa el servicio proveído de la IRT Lexington Avenue Line que pasa sobre midtown. Los trenes del servicio 6 operan entre Pelham Bay Park, el Bronx y Brooklyn Bridge–City Hall, Manhattan todo el tiempo y operan como rutas locales en Manhattan. Durante los medio días y horas punta en las vías congestionadas, los trenes locales 6 del Bronx están truncados hacia/desde Parkchester durante el periodo de máximo alcance, y los trenes expresos del servicio <6> del Bronx reemplazan a los trenes locales del servicio 6 durante los periodos de máximo alcance en Pelham Bay Park. Los trenes expresos del servicio <6> operan como rutas expresas en el Bronx entre Parkchester y la Tercera Avenida–Calle 138, mientras que el servicio 6 local opera como ruta local a lo largo de la línea Pelham.
La flota del servicio 6 consiste completamente en trenes modelos R142As.
Las siguientes líneas son usadas por el servicio de la línea 6:
| Línea                                                               | Vías | Cuando  |
| ------------------------------------------------------------------- | --- | ------- |
| IRT Pelham Line (tiempo completo)                                   | local (algunos trenes de horas punta operan como rutas expresas al sur de Parkchester en las direcciones congestionadas) | siempre |
| IRT Lexington Avenue Line al norte del Puente de Brooklyn–City Hall | local | siempre |

## Historia del servicio

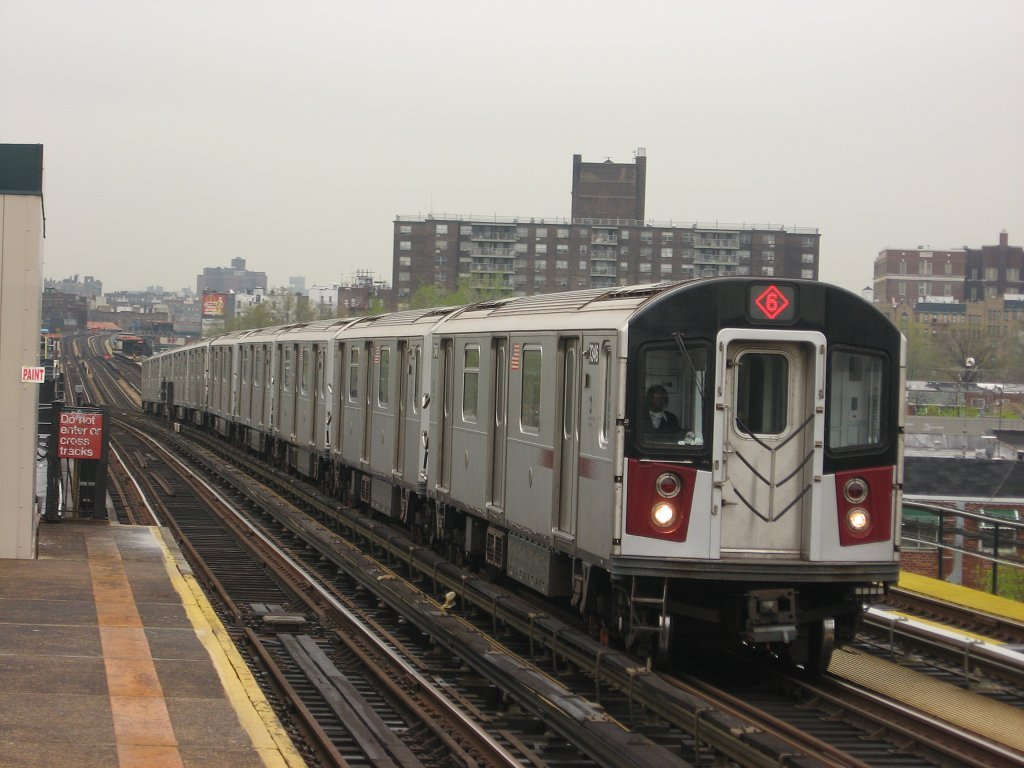
Un tren expreso de la línea 6 operando desde la estación Ave. St. Lawrence, limitando en Pelham Bay Park.

El 27 de octubre de 1904, los servicios locales y expresos abrieron en el metro original en Manhattan, siguiéndole las ruta que existe actualmente la línea de la Avenida Lexington desde  el City Hall hasta la Calle 42–Grand Central. Desde ahí, el servicio funcionó desde  la calle 42 en la ruta que existe actualmente de Servicios de la calle 42, y después al norte en la línea actual de Broadway–Séptima Avenida hacia la calle 145.
La configuración actual "H" — con servicios separados a lo largo de la Avenida Lexington y Broadway–Séptima Avenida — fue introducida en 1917.  Los servicios completos locales de la Avenida Lexington desde el City Hall hasta la calle 125 abrió el 17 de julio de 1918.
El 1 de agosto de 1918, la calle 138-3.ª Avenida abrió. En los siguientes dos años, la línea Pelham fue extendida pieza por pieza en Pelham Bay Park.
Desde ese punto en adelante, el servicio actual de la línea 6 fue formada. Todos los trenes operaban como rutas locales en Pelham Bay Park y el puente de Brooklyn-City Hall, con algunos trenes terminando en el City Hall loop. Durante los días de semanas, había una servicio expreso en direcciones congestionadas entre Parkchester-Calle 177 Este y la calle 138. Durante este tiempo, los trenes locales terminaban en la estación Parkchester.
El 31 de diciembre de 1945, la estación del City Hall cerró, haciendo que la antigua estación del puente de Bridge (renombrada a Brooklyn Bridge–City Hall) (IRT Lexington Avenue Line) fuese la terminal permanente.
Durante los años de 1970, los trenes de horas punta fueron extendidos hacia en el interior en South Ferry. Debido a las pobres condiciones, falta el uso de transporte, y poco espacio, esta línea fue descontinuada y un servicio de buses operaba entre Bowling Green y South Ferry hasta 1977.
A principios de 1980, los servicios de medianoche tenían su terminal en la estación de la calle 125 en Manhattan con el servicio de la línea 4 operando como ruta local en Manhattan.
Durante la primavera y verano de 1985, había un tren de hora punta de la línea 6 que operaba en hacia/desde la Avenida Atlantic. Este fue el único servicio de la línea 6 que operaba en Brooklyn.
En 1999, el servicio de medianoche regresó al puente de Brooklyn, pero el servicio de la Línea 4 permanece operando como ruta local.